# Дети Портвейна (альбом)
«Дети Портвейна» — девятый альбом группы «Ундервуд». Презентация состоялась 20 сентября 2019 года. Альбом представлен 14 песнями, в числе которых синглы «Скарлетт Йоханссон едет в Херсон», « Ракеты на Марс», «Эпоха», « Собаки на заднем дворе» и «Под острым углом». На шесть песен записаны клипы — «Скарлет Йоханссон едет в Херсон»(2017 год), «Ракеты на Марс»(2018 год) и «Эпоха»(2018 год), «Под острым углом»(2019 год), «Батман-тандю»(2020 год) и «Дети портвейна»(2020 год).

## Список композиций
| №                   | Название                           | Длительность |
| ------------------- | ---------------------------------- | ------------ |
| 1.                  | «Ретро»                            | 3:23         |
| 2.                  | «Последний вагон уходящего поезда» | 3:05         |
| 3.                  | «Эпоха»                            | 2:54         |
| 4.                  | «Как проходит одиночество»         | 2:51         |
| 5.                  | «Под острым углом»                 | 3:34         |
| 6.                  | «Батман-тандю»                     | 4:08         |
| 7.                  | «Телефон»                          | 4:19         |
| 8.                  | «Скарлетт Йоханссон едет в Херсон» | 3:23         |
| 9.                  | «Русалка»                          | 3:14         |
| 10.                 | «Собаки на заднем дворе»           | 4:21         |
| 11.                 | «Океан»                            | 3:01         |
| 12.                 | «Памяти Павших на Патриарших»      | 3:57         |
| 13.                 | «Ракеты на Марс»                   | 3:39         |
| 14.                 | «Дети Портвейна»                   | 3:45         |
| Общая длительность: | Общая длительность:                | 49:34        |

Авторы музыки и текстов всех песен В. Ткаченко и М. Кучеренко

## Участники записи
- Владимир Ткаченко — вокал, бэк-вокал, клавиши
- Максим Кучеренко — вокал, бэк-вокал
- Максим Леонов — гитара
- Евгений Ярын — бас-гитара
- Владимир Бусель — барабаны
- Илья Кононов — звукорежиссёр записи (1-14), сведение (8)
- Сергей Грачев — сведение (1-7, 9-14), мастеринг, звуковой дизайн

Записано на студии 10Records.
Белых Никита — выпускающий продюсер.
Грем — арт, оформление.